# Segle LI aC
El segle LI aC comprèn els anys inclosos entre el 5100 aC i el 5001 aC.

## Períodes
- Atlàntic:
  - AT1 (6050–5050 aC). Òptim climàtic.
  - AT2 (5050–4550 aC). Període més calent.
- El subpluvial del Neolític (7500–3900 aC i, en menor mesura, fins al 3500 aC) porta un clima humit al nord d'Àfrica i fa reverdir el Sàhara.
- Final del neolític inferior a l'Europa Central.

## Demografia
- Població mundial estimada en 5–20 milions de persones cap a finals de segle.[1]

## Invents i descobriments
- C. 5100 aC: conreu del blat de moro, la mongeta, l'alvocat i la carbassa a Centreamèrica.
- C. 5000 aC: conreu de l'arròs a la costa oriental de la Xina.